# 안키
안키(Anki)는 간격 반복 이론에 기초한 지능형 플래시카드 암기 프로그램이다. 다미엔 엘름스가 제작하였다.
안키는 암기(暗記)를 뜻하는 일본어의 로마자 표기이다.
1980년대 말에 슈퍼메모용으로 만들어진 SM2 알고리즘은 이 프로그램에 추가된 간격 반복 방식의 토대를 형성한다. 이 모델은 신경과학적 근거에 기반한 것으로, 사용자의 피드백에 따라 적합한 시간 간격으로 카드를 제시함으로써 장기 기억을 형성하는 데  효과적으로 작용한다. “한 번에 다량을 학습하는 것보다 적절한 시간 간격을 거쳐 많은 횟수를 반복하여 학습하는 것이 결정적으로 유리하다”는 에빙하우스의 언급과도 맥이 닿아 있다.
이 알고리즘의 안키 구현체는 카드에 대한 우선 순위 조정을 허용하고 긴급한 순서에 따라 카드를 보여줄 수 있도록 수정되었다.

학습은 SM2 알고리즘에 따라 복습 주기가 임박한 카드 표시 - 해당 카드에 대해 사용자가 느낀 주관적 난이도 피드백 - Anki 알고리즘에 따라 카드 복습 주기 자동 재설정 순으로 이루어지며, 매일 이 과정이 반복된다. 사용자가 쉽게 느꼈다고 피드백한 카드는 복습 주기가 늘어나며, 어렵게 느꼈다고 피드백한 카드는 복습 주기가 줄어들어, 결과적으로 효율적인 학습을 돕게 된다.
카드들은 HTML을 이용하여 표현되며, 텍스트, 그림, 소리, 비디오, LaTeX 등식을 포함할 수 있다. 사용자 통계와 더불어 카드의 데크들은 오픈 SQLite 포맷으로 저장된다.

## 모바일 버전
다음의 스마트폰/태블릿 클라이언트의 이용이 가능하다:
- AnkiMobile[7] 아이폰, 아이팟 터치, 아이패드용 (유료)
- AnkiWeb[8] (온라인 서버, 무료. 추가 기능 및 데크 호스팅 포함)
- AnkiDroid[9] 안드로이드용 (무료, GPLv3, 다른 제작자에 의해 제작됨)

## 같이 보기
- Mnemosyne